# 틸라카

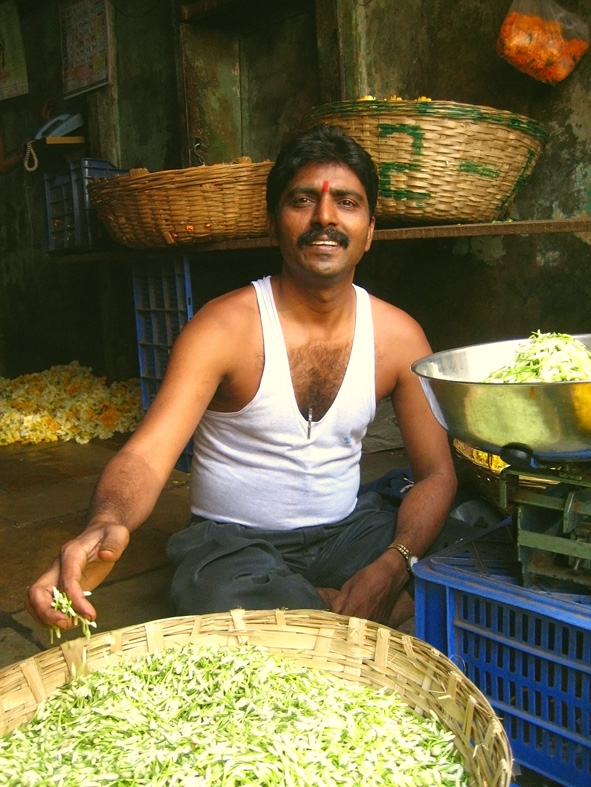

틸라카, 틸라크, 티카는 힌두교에서 사람 이마에 그리는 종교적 표식이다.

## 같이 보기
- 재의 수요일